# Lucas Gómez (tenista)
Lucas Gómez (Tijuana, México, 11 de agosto de 1995) es un jugador de tenis mexicano. Alcanzó su mejor ranking ATP en diciembre de 2017, ocupando el puesto número 580.

## Participaciones en torneos oficiales
- Copa del Café 2013
- Argentina Cup 2013
- Torneo de Roland Garros 2013
- Campeonato de Wimbledon 2013
- Circuito Peninsular Dixon Vinci 2013
- Challenger de León 2014
- San Luis Open Challenger Tour 2014